# Parides cutorina
Parides cutorina is een vlinder uit de familie van de pages (Papilionidae). De wetenschappelijke naam van de soort is voor het eerst geldig gepubliceerd in 1898 door Otto Staudinger.